# Lista över fornlämningar i Ånge kommun
Lista över fornlämningar i Ånge kommun är en förteckning av ett urval av de fornlämningar som finns i Ånge kommun.

## Borgsjö
| Namn                                     | Lämningstyp         | Tillkomsttid | Historisk indelning | Plats | Läge                 | ID-nr          | Bild                                 |
| ---------------------------------------- | ------------------- | ------------ | ------------------- | ----- | -------------------- | -------------- | ------------------------------------ |
| Borgsjö 9:1                              | Hög                 |              | Borgsjö, Medelpad   |       | 62.519520, 15.974422 | 10245500090001 | Ladda upp en bild av detta fornminne |
| Borgsjö skans (Borgsjö 16:1)             | Fästning/skans      |              | Borgsjö, Medelpad   |       | 62.542031, 15.908667 | 10245500160001 | Ladda upp en bild av detta fornminne |
| Borgsjö 21:1                             | Hög                 |              | Borgsjö, Medelpad   |       | 62.541822, 15.807311 | 10245500210001 | Ladda upp en bild av detta fornminne |
| Borgsjö 60:1                             | Stensättning        |              | Borgsjö, Medelpad   |       | 62.510184, 15.622023 | 10245500600001 | Ladda upp en bild av detta fornminne |
| Borgsjö 60:2                             | Stensättning        |              | Borgsjö, Medelpad   |       | 62.510135, 15.621728 | 10245500600002 | Ladda upp en bild av detta fornminne |
| Bergebodarna (Borgsjö 98:1)              | Fäbod               |              | Borgsjö, Medelpad   |       | 62.547328, 15.999988 | 10245500980001 | Ladda upp en bild av detta fornminne |
| Ösåsen (Borgsjö 99:1)                    | Fäbod               |              | Borgsjö, Medelpad   |       | 62.559233, 16.031494 | 10245500990001 | Ladda upp en bild av detta fornminne |
| Loktorpet (se kommentar) (Borgsjö 131:1) | Lägenhetsbebyggelse |              | Borgsjö, Medelpad   |       | 62.431073, 15.741072 | 10245501310001 | Ladda upp en bild av detta fornminne |
| Lillbergsbodarna (Borgsjö 136:1)         | Fäbod               |              | Borgsjö, Medelpad   |       | 62.497536, 15.912992 | 10245501360001 | Ladda upp en bild av detta fornminne |
| Sönnerås Fäbodar (Borgsjö 143:1)         | Fäbod               |              | Borgsjö, Medelpad   |       | 62.450275, 15.753405 | 10245501430001 | Ladda upp en bild av detta fornminne |
| Ensillrebodarna (Borgsjö 153:1)          | Fäbod               |              | Borgsjö, Medelpad   |       | 62.581788, 15.747246 | 10245501530001 | Ladda upp en bild av detta fornminne |
| Torringsbodarna (Borgsjö 159:1)          | Fäbod               |              | Borgsjö, Medelpad   |       | 62.656145, 15.785888 | 10245501590001 | Ladda upp en bild av detta fornminne |
| Torringsbodarna (Borgsjö 159:2)          | Fäbod               |              | Borgsjö, Medelpad   |       | 62.652991, 15.782770 | 10245501590002 | Ladda upp en bild av detta fornminne |
| Boltjärnsbodarna (Borgsjö 162:1)         | Fäbod               |              | Borgsjö, Medelpad   |       | 62.575616, 15.644012 | 10245501620001 | Ladda upp en bild av detta fornminne |
| Balboda (Borgsjö 164:1)                  | Fäbod               |              | Borgsjö, Medelpad   |       | 62.600662, 15.771418 | 10245501640001 | Ladda upp en bild av detta fornminne |
| Gammelgården (Borgsjö 165:1)             | Lägenhetsbebyggelse |              | Borgsjö, Medelpad   |       | 62.401155, 15.639678 | 10245501650001 | Ladda upp en bild av detta fornminne |
| Nybyggebodarna (Borgsjö 194:1)           | Fäbod               |              | Borgsjö, Medelpad   |       | 62.694056, 15.941210 | 10245501940001 | Ladda upp en bild av detta fornminne |
| Raskbodarna (Borgsjö 210:1)              | Fäbod               |              | Borgsjö, Medelpad   |       | 62.676190, 15.840923 | 10245502100001 | Ladda upp en bild av detta fornminne |
| Gammelbodarna (Borgsjö 213:1)            | Fäbod               |              | Borgsjö, Medelpad   |       | 62.581586, 15.885166 | 10245502130001 | Ladda upp en bild av detta fornminne |
| Kläppbodarna (Borgsjö 216:1)             | Fäbod               |              | Borgsjö, Medelpad   |       | 62.589427, 15.913654 | 10245502160001 | Ladda upp en bild av detta fornminne |
| Gammelbodarna (Borgsjö 219:1)            | Fäbod               |              | Borgsjö, Medelpad   |       | 62.574578, 15.953628 | 10245502190001 | Ladda upp en bild av detta fornminne |
| Gammelbodarna (Borgsjö 224:1)            | Fäbod               |              | Borgsjö, Medelpad   |       | 62.538736, 16.015328 | 10245502240001 | Ladda upp en bild av detta fornminne |
| Kullen (Borgsjö 237:1)                   | Fäbod               |              | Borgsjö, Medelpad   |       | 62.592506, 15.596483 | 10245502370001 | Ladda upp en bild av detta fornminne |
| Nybodarna (Borgsjö 246:1)                | Fäbod               |              | Borgsjö, Medelpad   |       | 62.686277, 15.984699 | 10245502460001 | Ladda upp en bild av detta fornminne |

## Haverö
| Namn                         | Lämningstyp  | Tillkomsttid | Historisk indelning | Plats | Läge                 | ID-nr          | Bild                                 |
| ---------------------------- | ------------ | ------------ | ------------------- | ----- | -------------------- | -------------- | ------------------------------------ |
| Haverö 12:1                  | Stensättning |              | Haverö, Medelpad    |       | 62.440246, 15.355253 | 10246500120001 | Ladda upp en bild av detta fornminne |
| Haverö 12:2                  | Stensättning |              | Haverö, Medelpad    |       | 62.440260, 15.355063 | 10246500120002 | Ladda upp en bild av detta fornminne |
| Haverö 22:1                  | Stensättning |              | Haverö, Medelpad    |       | 62.386409, 15.051243 | 10246500220001 | Ladda upp en bild av detta fornminne |
| Haverö 33:1                  | Stensättning |              | Haverö, Medelpad    |       | 62.488707, 15.254383 | 10246500330001 | Ladda upp en bild av detta fornminne |
| Haverö 34:1                  | Stensättning |              | Haverö, Medelpad    |       | 62.486235, 15.256694 | 10246500340001 | Ladda upp en bild av detta fornminne |
| Haverö 34:2                  | Stensättning |              | Haverö, Medelpad    |       | 62.486162, 15.256417 | 10246500340002 | Ladda upp en bild av detta fornminne |
| Haverö 36:1                  | Hög          |              | Haverö, Medelpad    |       | 62.485904, 15.263161 | 10246500360001 | Ladda upp en bild av detta fornminne |
| Haverö 36:2                  | Stensättning |              | Haverö, Medelpad    |       | 62.485690, 15.263508 | 10246500360002 | Ladda upp en bild av detta fornminne |
| Haverö 93:1                  | Stensättning |              | Haverö, Medelpad    |       | 62.286972, 15.103259 | 10246500930001 | Ladda upp en bild av detta fornminne |
| Haverö 93:2                  | Stensättning |              | Haverö, Medelpad    |       | 62.286956, 15.103568 | 10246500930002 | Ladda upp en bild av detta fornminne |
| Haverö 93:3                  | Stensättning |              | Haverö, Medelpad    |       | 62.287099, 15.103525 | 10246500930003 | Ladda upp en bild av detta fornminne |
| Haverö 94:1                  | Stensättning |              | Haverö, Medelpad    |       | 62.294244, 15.098744 | 10246500940001 | Ladda upp en bild av detta fornminne |
| Haverö 94:2                  | Stensättning |              | Haverö, Medelpad    |       | 62.294065, 15.098711 | 10246500940002 | Ladda upp en bild av detta fornminne |
| Haverö 103:1                 | Stensättning |              | Haverö, Medelpad    |       | 62.339601, 15.121359 | 10246501030001 | Ladda upp en bild av detta fornminne |
| Haverö 111:1                 | Stensättning |              | Haverö, Medelpad    |       | 62.250141, 15.152893 | 10246501110001 | Ladda upp en bild av detta fornminne |
| Haverö 112:1                 | Stensättning |              | Haverö, Medelpad    |       | 62.406659, 15.280894 | 10246501120001 | Ladda upp en bild av detta fornminne |
| Haverö 112:2                 | Stensättning |              | Haverö, Medelpad    |       | 62.406651, 15.281366 | 10246501120002 | Ladda upp en bild av detta fornminne |
| Haverö 112:3                 | Stensättning |              | Haverö, Medelpad    |       | 62.406613, 15.281700 | 10246501120003 | Ladda upp en bild av detta fornminne |
| Haverö 120:1                 | Stensättning |              | Haverö, Medelpad    |       | 62.420727, 15.377773 | 10246501200001 | Ladda upp en bild av detta fornminne |
| Norsbodarna (Haverö 219:1)   | Fäbod        |              | Haverö, Medelpad    |       | 62.330511, 15.102932 | 10246502190001 | Ladda upp en bild av detta fornminne |
| Haverö 239:1                 | Stensättning |              | Haverö, Medelpad    |       | 62.285485, 15.095826 | 10246502390001 | Ladda upp en bild av detta fornminne |
| Länstervallen (Haverö 255:1) | Fäbod        |              | Haverö, Medelpad    |       | 62.539205, 14.943924 | 10246502550001 | Ladda upp en bild av detta fornminne |
| Kläppvallen (Haverö 278:1)   | Fäbod        |              | Haverö, Medelpad    |       | 62.498206, 14.855309 | 10246502780001 | Ladda upp en bild av detta fornminne |
| Fromvallen (Haverö 361:1)    | Fäbod        |              | Haverö, Medelpad    |       | 62.313865, 15.391410 | 10246503610001 | Ladda upp en bild av detta fornminne |
| Åsvallen (Haverö 363:1)      | Fäbod        |              | Haverö, Medelpad    |       | 62.366145, 15.347811 | 10246503630001 | Ladda upp en bild av detta fornminne |
| Näsvallen (Haverö 371:1)     | Fäbod        |              | Haverö, Medelpad    |       | 62.476842, 15.300624 | 10246503710001 | Ladda upp en bild av detta fornminne |
| Nyvallen (Haverö 377:1)      | Fäbod        |              | Haverö, Medelpad    |       | 62.355981, 15.280191 | 10246503770001 | Ladda upp en bild av detta fornminne |
| Järnmyrvallen (Haverö 381:1) | Fäbod        |              | Haverö, Medelpad    |       | 62.353180, 15.044917 | 10246503810001 | Ladda upp en bild av detta fornminne |

## Torp
| Namn                                 | Lämningstyp  | Tillkomsttid | Historisk indelning | Plats | Läge                 | ID-nr          | Bild                                      |
| ------------------------------------ | ------------ | ------------ | ------------------- | ----- | -------------------- | -------------- | ----------------------------------------- |
| Torp 1:1                             | Röse         |              | Torp, Medelpad      |       | 62.493877, 16.053314 | 10250200010001 | Ladda upp en bild av detta fornminne      |
| Torp 1:2                             | Stensättning |              | Torp, Medelpad      |       | 62.493762, 16.053453 | 10250200010002 | Ladda upp en bild av detta fornminne      |
| Torp 1:3                             | Stensättning |              | Torp, Medelpad      |       | 62.494037, 16.053024 | 10250200010003 | Ladda upp en bild av detta fornminne      |
| Torp 4:1                             | Hög          |              | Torp, Medelpad      |       | 62.495298, 16.113225 | 10250200040001 | Ladda upp en bild av detta fornminne      |
| Torp 5:1                             | Hög          |              | Torp, Medelpad      |       | 62.493158, 16.134577 | 10250200050001 | Ladda upp en bild av detta fornminne      |
| Torp 7:1                             | Hög          |              | Torp, Medelpad      |       | 62.498067, 16.152951 | 10250200070001 | Ladda upp en bild av detta fornminne      |
| Torp 7:2                             | Hög          |              | Torp, Medelpad      |       | 62.497981, 16.152915 | 10250200070002 | Ladda upp en bild av detta fornminne      |
| Torp 8:1                             | Hög          |              | Torp, Medelpad      |       | 62.496324, 16.137281 | 10250200080001 | Ladda upp en bild av detta fornminne      |
| Torp 9:1                             | Hög          |              | Torp, Medelpad      |       | 62.496992, 16.140881 | 10250200090001 | Ladda upp en bild av detta fornminne      |
| Torp 17:1                            | Hög          |              | Torp, Medelpad      |       | 62.498323, 16.155041 | 10250200170001 | Ladda upp en bild av detta fornminne      |
| Torp 17:2                            | Hög          |              | Torp, Medelpad      |       | 62.498230, 16.154986 | 10250200170002 | Ladda upp en bild av detta fornminne      |
| Torp 20:1                            | Stensättning |              | Torp, Medelpad      |       | 62.499434, 16.158981 | 10250200200001 | Ladda upp en bild av detta fornminne      |
| Torp 24:1                            | Hög          |              | Torp, Medelpad      |       | 62.496297, 16.156272 | 10250200240001 | Ladda upp en bild av detta fornminne      |
| Torp 30:1                            | Hög          |              | Torp, Medelpad      |       | 62.490226, 16.201670 | 10250200300001 | Ladda upp en bild av detta fornminne      |
| Torp 33:1                            | Hög          |              | Torp, Medelpad      |       | 62.515743, 16.204288 | 10250200330001 | Ladda upp en bild av detta fornminne      |
| Torp 51:1                            | Gravfält     |              | Torp, Medelpad      |       | 62.490667, 16.154812 | 10250200510001 | Ladda upp en till bild av detta fornminne |
| Torp 68:1                            | Stensättning |              | Torp, Medelpad      |       | 62.473704, 16.297245 | 10250200680001 | Ladda upp en bild av detta fornminne      |
| Torp 113:1                           | Stensättning |              | Torp, Medelpad      |       | 62.329964, 15.945061 | 10250201130001 | Ladda upp en bild av detta fornminne      |
| Torp 115:1                           | Hög          |              | Torp, Medelpad      |       | 62.475902, 16.301096 | 10250201150001 | Ladda upp en bild av detta fornminne      |
| Torp 118:1                           | Hög          |              | Torp, Medelpad      |       | 62.496855, 16.152870 | 10250201180001 | Ladda upp en bild av detta fornminne      |
| Torp 118:2                           | Hög          |              | Torp, Medelpad      |       | 62.496765, 16.152611 | 10250201180002 | Ladda upp en bild av detta fornminne      |
| Torp 130:1                           | Hög          |              | Torp, Medelpad      |       | 62.489382, 16.280989 | 10250201300001 | Ladda upp en bild av detta fornminne      |
| Torp 201:1                           | Kvarn        |              | Torp, Medelpad      |       | 62.309108, 16.027362 | 10250202010001 | Ladda upp en bild av detta fornminne      |
| Västerklocken (Torp 230:1)           | Fäbod        |              | Torp, Medelpad      |       | 62.377009, 16.296609 | 10250202300001 | Ladda upp en bild av detta fornminne      |
| Västerklocken (Torp 230:2)           | Fäbod        |              | Torp, Medelpad      |       | 62.376317, 16.294257 | 10250202300002 | Ladda upp en bild av detta fornminne      |
| Björnåsen (Torp 238:1)               | Fäbod        |              | Torp, Medelpad      |       | 62.377301, 16.203811 | 10250202380001 | Ladda upp en bild av detta fornminne      |
| Kilvallen (Torp 247:1)               | Fäbod        |              | Torp, Medelpad      |       | 62.412684, 16.287293 | 10250202470001 | Ladda upp en bild av detta fornminne      |
| Klevbodarna (Torp 255:1)             | Fäbod        |              | Torp, Medelpad      |       | 62.455560, 16.133780 | 10250202550001 | Ladda upp en bild av detta fornminne      |
| Hångstafäbodar, Klocken (Torp 284:1) | Fäbod        |              | Torp, Medelpad      |       | 62.443969, 16.013667 | 10250202840001 | Ladda upp en bild av detta fornminne      |
| Långåsen (Torp 322:1)                | Fäbod        |              | Torp, Medelpad      |       | 62.615130, 16.119462 | 10250203220001 | Ladda upp en bild av detta fornminne      |
| Långåsen (Torp 322:2)                | Fäbod        |              | Torp, Medelpad      |       | 62.612632, 16.122290 | 10250203220002 | Ladda upp en bild av detta fornminne      |
| Nyåsbodarna (Torp 323:1)             | Fäbod        |              | Torp, Medelpad      |       | 62.579839, 16.114601 | 10250203230001 | Ladda upp en bild av detta fornminne      |
| Torp 356:1                           | Fäbod        |              | Torp, Medelpad      |       | 62.433060, 16.307888 | 10250203560001 | Ladda upp en bild av detta fornminne      |